# المرحلة الرابعة في تصفيات آسيا لكأس العالم 2010

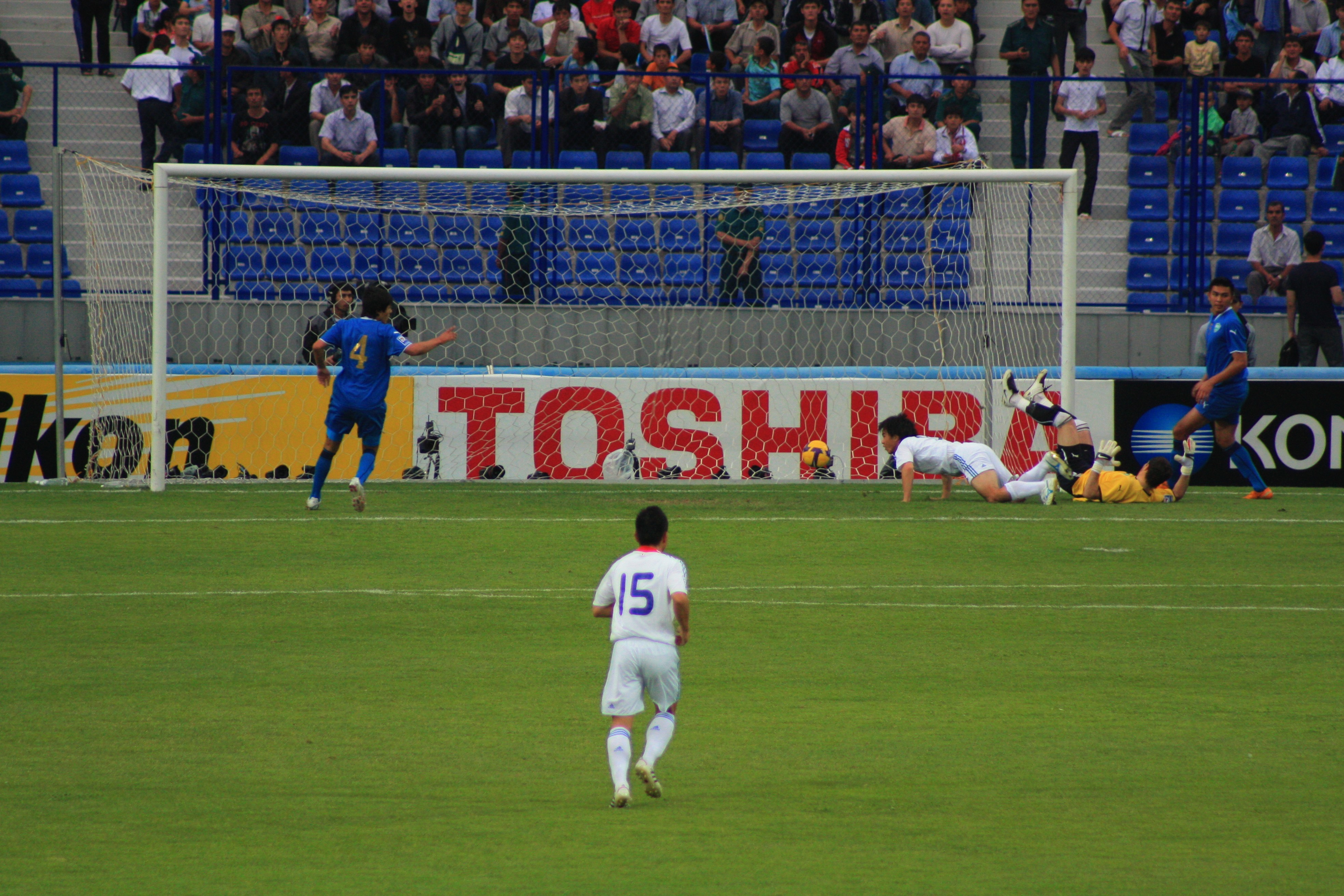

المرحلة الرابعة للاتحاد الآسيوي لكرة القدم من تصفيات كأس العالم لكرة القدم 2010 تحددت عن طريق قرعة عشوائية أجريت في كوالالمبور، ماليزيا يوم 27 يونيو 2008. بدأت المرحلة في 6 سبتمبر 2008، وانتهت في 17 يونيو 2009.
تأهل أفضل بلدين في كل مجموعة في نهاية المرحلة مباشرة إلى نهائيات كأس العالم في جنوب أفريقيا، بينما صعد أفضل بلدين احتلا المركز الثالث إلى ملحق الاتحاد الآسيوي لكرة القدم.

## النظام
قسمت الفرق العشرة (فريقين من كل مجموعة في المرحلة الثالثة) إلى أربعة أوعية من أجل القرعة، ثلاثة منهم يحتويان على فريقين وواحد يحتوي على أربعة. واستند تصنيف المرحلة الرابعة على ذلك المستخدم في قرعة المرحلة الثالثة، لكن السعودية واليابان (صنفوا رابعاً بالتساوي في تلك القرعة) تم الفصل بينهما عن طريق اختيار عشوائي عقد عند بداية قرعة المرحلة الرابعة. كانت الأوعية كما يلي:
| الوعاء 1                  | الوعاء 2        | الوعاء 3           | الوعاء 4                                                    |
| ------------------------- | --------------- | ------------------ | ----------------------------------------------------------- |
| أستراليا · كوريا الجنوبية | إيران · اليابان | السعودية · البحرين | أوزبكستان · كوريا الشمالية · الإمارات العربية المتحدة · قطر |

## المجموعة أ
قالب:تصفيات كأس العالم لكرة القدم 2010 – آسيا المجموعة أ
| البحرين                     | 2–3   | اليابان                                              |
| --------------------------- | ----- | ---------------------------------------------------- |
| عيسى 87' · توليو 89' (ه.ذ.) | تقرير | ش. ناكامورا 18' · إندو 44' (ركلة.) · ك. ناكامورا 85' |

| قطر                                    | 3–0   | أوزبكستان |
| -------------------------------------- | ----- | --------- |
| صديق 37' · ماجد محمد 73' · البلوشي 86' | تقرير |           |

| أوزبكستان | 0–1   | أستراليا      |
| --------- | ----- | ------------- |
|           | تقرير | تشيبرفيلد 26' |

| قطر      | 1–1   | البحرين  |
| -------- | ----- | -------- |
| سوريا 6' | تقرير | فتاي 67' |

| أستراليا                                         | 4–0   | قطر |
| ------------------------------------------------ | ----- | --- |
| كاهيل 8' · إيمرتون 17' (ركلة.)، 58' · كينيدي 76' | تقرير |     |

| اليابان    | 1–1   | أوزبكستان   |
| ---------- | ----- | ----------- |
| تامادا 40' | تقرير | شاتسكيخ 27' |

| البحرين | 0–1   | أستراليا       |
| ------- | ----- | -------------- |
|         | تقرير | بريشيانو 90+3' |

| قطر | 0–3   | اليابان                             |
| --- | ----- | ----------------------------------- |
|     | تقرير | تاناكا 19' · تامادا 47' · توليو 68' |

| اليابان | 0–0   | أستراليا |
| ------- | ----- | -------- |
|         | تقرير |          |

| أوزبكستان | 0–1    | البحرين          |
| --------- | ------ | ---------------- |
|           | Report | عبد الرحمن 90+4' |

| اليابان         | 1–0   | البحرين |
| --------------- | ----- | ------- |
| ش. ناكامورا 47' | تقرير |         |

| أوزبكستان                           | 4–0   | قطر |
| ----------------------------------- | ----- | --- |
| تاجييف 34'، 45+2'، 53' · سولييف 62' | تقرير |     |

| أستراليا                      | 2–0   | أوزبكستان |
| ----------------------------- | ----- | --------- |
| كينيدي 66' · كيول 73' (ركلة.) | تقرير |           |

| البحرين  | 1–0   | قطر |
| -------- | ----- | --- |
| عايش 52' | تقرير |     |

| أوزبكستان | 0–1   | اليابان     |
| --------- | ----- | ----------- |
|           | تقرير | أوكازاكي 9' |

| قطر | 0–0   | أستراليا |
| --- | ----- | -------- |
|     | تقرير |          |

| أستراليا                  | 2–0   | البحرين |
| ------------------------- | ----- | ------- |
| ستريوفسكي 55' · كارني 88' | تقرير |         |

| اليابان           | 1–1    | قطر              |
| ----------------- | ------ | ---------------- |
| البنعلي 3' (ه.ذ.) | Report | عفيف 53' (ركلة.) |

| أستراليا       | 2–1   | اليابان   |
| -------------- | ----- | --------- |
| كاهيل 59'، 77' | تقرير | توليو 39' |

| البحرين        | 1–0   | أوزبكستان |
| -------------- | ----- | --------- |
| عبد الرحمن 73' | تقرير |           |

## المجموعة ب
قالب:تصفيات كأس العالم لكرة القدم 2010 – آسيا المجموعة ب
| الإمارات العربية المتحدة | 1–2   | كوريا الشمالية                       |
| ------------------------ | ----- | ------------------------------------ |
| سعيد 86'                 | تقرير | تشوي كوم-تشول 72' · آن تشول-هيوك 81' |

| السعودية    | 1–1   | إيران      |
| ----------- | ----- | ---------- |
| الحارثي 29' | تقرير | نكونام 81' |

| كوريا الشمالية           | 1–1   | كوريا الجنوبية    |
| ------------------------ | ----- | ----------------- |
| هونغ يونغ-جو 64' (ركلة.) | تقرير | كي سونغ-يوينغ 69' |

| الإمارات العربية المتحدة | 1–2   | السعودية               |
| ------------------------ | ----- | ---------------------- |
| خاطر 23'                 | تقرير | عطيف 69' · الفريدي 73' |

| كوريا الجنوبية                                            | 4–1   | الإمارات العربية المتحدة |
| --------------------------------------------------------- | ----- | ------------------------ |
| لي كيون-هو 20'، 80' · بارك جي-سونغ 26' · كواك تاي-هوي 89' | تقرير | الحمادي 72'              |

| إيران                    | 2–1   | كوريا الشمالية  |
| ------------------------ | ----- | --------------- |
| مهدفيكيا 9' · نكونام 63' | تقرير | جونغ تاي-سي 72' |

| الإمارات العربية المتحدة | 1–1   | إيران     |
| ------------------------ | ----- | --------- |
| ع. جمعة 19'              | تقرير | باقري 81' |

| السعودية | 0–2   | كوريا الجنوبية                       |
| -------- | ----- | ------------------------------------ |
|          | تقرير | لي كيون-هو 76' · بارك تشو-يونغ 90+2' |

| كوريا الشمالية  | 1–0   | السعودية |
| --------------- | ----- | -------- |
| مون إين-غوك 28' | تقرير |          |

| إيران      | 1–1   | كوريا الجنوبية   |
| ---------- | ----- | ---------------- |
| نكونام 58' | تقرير | بارك جي-سونغ 81' |

| كوريا الشمالية                       | 2–0   | الإمارات العربية المتحدة |
| ------------------------------------ | ----- | ------------------------ |
| باك نام-تشول 51' · مون إين-غوك 90+3' | تقرير |                          |

| إيران     | 1–2   | السعودية               |
| --------- | ----- | ---------------------- |
| شجاعي 57' | تقرير | هزازي 79' · المولد 87' |

| كوريا الجنوبية | 1–0   | كوريا الشمالية |
| -------------- | ----- | -------------- |
| كيم تشي-وو 86' | تقرير |                |

| السعودية                                      | 3–2   | الإمارات العربية المتحدة |
| --------------------------------------------- | ----- | ------------------------ |
| عطيف 4' (ركلة.) · جمعة 70' (ه.ذ.) · هزازي 85' | تقرير | الشحي 38' · مطر 45+1'    |

| كوريا الشمالية | 0–0  | إيران |
| -------------- | ---- | ----- |
|                | ترير |       |

| الإمارات العربية المتحدة | 0–2   | كوريا الجنوبية                       |
| ------------------------ | ----- | ------------------------------------ |
|                          | تقرير | بارك تشو-يونغ 9' · كي سونغ-يوينغ 37' |

| كوريا الجنوبية | 0–0   | السعودية |
| -------------- | ----- | -------- |
|                | تقرير |          |

| إيران     | 1–0   | الإمارات العربية المتحدة |
| --------- | ----- | ------------------------ |
| كريمي 53' | تقرير |                          |

| كوريا الجنوبية   | 1–1   | إيران     |
| ---------------- | ----- | --------- |
| بارك جي-سونغ 82' | تقرير | شجاعي 52' |

| السعودية | 0–0   | كوريا الشمالية |
| -------- | ----- | -------------- |
|          | تقرير |                |

## مسجلي الأهداف
اعتباراً من 17 يونيو، تم تسجيل 81 هدفاً في 40 مباراة بمتوسط 2.03 هدفاً في المباراة الواحدة.
3 أهداف
- تيم كاهيل
- جواد نكونام
- لي كيون-هو
- بارك جي-سونغ
- فرهاد تاجييف

هدفين
- بريت إيمرتون
- جوشوا كينيدي
- شونسوكي ناكامورا
- كيجي تامادا
- ماركوس توليو تاناكا
- مون إين-غوك
- كي سونغ-يوينغ
- بارك تشو-يونغ
- نايف هزازي
- عبده عطيف
- مسعود شجاعي
- محمود عبد الرحمن

هدف
- مارك بريشيانو
- ديفيد كارني
- سكوت تشيبرفيلد
- هاري كيول
- مايل ستريوفسكي
- فوزي مبارك عايش
- عبد الله فتاي
- سلمان عيسى
- كريم باقري
- علي كريمي
- مهدي مهدفيكيا
- ياسوهيتو إندو
- كينغو ناكامورا
- شينجي أوكازاكي
- تاتسويا تاناكا
- آن تشول-هيوك
- تشوي كوم-تشول
- هونغ يونغ-جو
- جونغ تاي-سي
- باك نام-تشول
- كيم تشي-وو
- كواك تاي-هوي
- علي عفيف
- طلال البلوشي
- ماجد محمد
- مجدي صديق
- سباستيان سوريا
- أحمد الفريدي
- سعد الحارثي
- أسامة المولد
- إسماعيل الحمادي
- محمد الشحي
- عبد الرحيم جمعة
- سبيت خاطر
- إسماعيل مطر
- بشير سعيد
- ماكسيم شاتسكيخ
- أنفارجون سولييف

أهداف ذاتية
- ماركوس توليو تاناكا (لصالح البحرين)
- فارس جمعة (لصالح السعودية)
- أحمد فارس البنعلي (لصالح اليابان)